# Hajós-Baja
Hajós-Baja (en húngaro Hajós-Bajai borvidék) es una región vinícola de Hungría situada en el condado de Bács-Kiskun, al sur del país. Está reconocida oficialmente como una de las 22 regiones vinícolas productoras de vino vcprd del país, y como tal es utilizada como denominación de origen. 
La superficie de viñedos ocupa una extensión de unas 2.000 ha.

## Variedades
- Recomendadas: Chardonnay, Cserszegi fûszeres, Királyleányka, Olasz rizling, Rajnai rizling, Cabernet franc, Cabernet sauvignon, Kadarka, Kékfrankos, Zweigelt.

- Complementarias: Ezerfürtû, Ezerjó, Hárslevelû, Izsáki, Kövidinka, Kunleány, Ottonel muskotály, Pinot blanc, Rizlingszilváni, Sauvignon, Tramini, Zöld veltelini, Kékoportó, Merlot.